# Kümmelbach (Neckar)
Der Kümmelbach ist ein knapp 3 km langer Bach des Kleinen Odenwaldes. Er verläuft längstenteils im Wald am Ostabhang des Königstuhls, erst im Gebiet der kreisfreien Stadt Heidelberg, dann in dem der Stadt Neckargemünd im Rhein-Neckar-Kreis in Baden-Württemberg. Er mündet am Westende des Siedlungsgebietes des zentralen Neckargemünd von links in den unteren Neckar.

## Geographie

### Verlauf
Die anfangs südwärts ziehende Talmulde des Kümmelbachs beginnt im Stadtwald von Heidelberg am Hoher Kästenbaum  genannten Sattel (441,3 m ü. NHN) zwischen den Gipfeln des Königstuhls (570,3 m ü. NHN, 1,7 km im Westen) und des Auerhahnenkopfs (487,8 m ü. NHN, 0,5 km im Osten). Der Bach selbst entspringt aber erst 0,9 km weiter südlich im Wildschützenschlag auf etwa 385 m ü. NHN. Dazwischen liegt wenig über 430 m ü. NHN an einem Wanderweg am rechten Unterhang der gefasste Erlenbrunnen, dessen Abfluss sich jedoch verliert.
Der Kümmelbach fließt in der ersten Hälfte seines Laufes südostwärts. Schon nach wenigen Dutzend Metern speist er einen  knapp 0,1 ha großen flachen Tümpel unregelmäßiger Kontur, der bei sommerlichem Wetter durch Eintrocknung zuweilen in Einzellachen zerfällt. Gleich danach unterquert er einen Staubweg, der von einem links den Bach talwärts begleitenden Waldweg zum Krausstein führt.
In der Folge hat auf dem ersten knappen Kilometer die mit Blöcken übersäte Bachsohle des Kümmelbachs nur zeitweise Wasser. Danach liegt in der sich etwas verbreiternden Bachmulde ein kleines, erlenbestandenes Feuchtgebiet, das auch von Quellen am rechten Unterhang gespeist wird. Von Westen her quert ein guter Waldweg den Bach zum Begleitweg, gegenüber steht nun in der Kleinlichtung Linsenteicheck am Südfuß des Auerhahnenkopfs die Linsenteichhütte mit einem Brunnen, dessen Schüttung auch sommers nur selten ganz aussetzt.
Dort wendet sich der Kümmelbach auf östlichen Lauf. Rechtsseits grenzt nun der Untere Stadtwald von Neckargemünd ans Ufer des Bachs, der sich nun stärker eingräbt und immer mehr Durchfluss zeigt. Von links her läuft der kurze Abfluss eines Brunnens am Unterhang zu. Im Lauf gibt es kleine Fälle und darunter Gumpen, in denen zuweilen ein Feuersalamander zu sehen ist.
Nach drei Vierteln seines Weges wechselt der Bach ganz in die Stadtgemarkung von Neckargemünd. Rechtsseits des sich mehr und mehr nach Norden wendenden Baches mit viel Steinen im Bett liegt nun ein Wohngebiet der Stadt, linksseits steht bald der heute verlassene Kümmelbacher Hof. Danach unterquert er die Trasse der Neckartalbahn, wenig darauf die B 37. Weniger als hundert Meter zwischen Häusern der Stadt weiter fließt er auf 111,8 m ü. NHN von links in den unteren Neckar ein.
Der Kümmelbach mündet nach 2,8 km langem Lauf mit mittlerem Sohlgefälle von etwa 98 ‰ rund 273 Höhenmeter unterhalb seiner Quelle im Wildschützenschlag. Er hat außer kurzen Gerinnen keine Zuflüsse.

### Einzugsgebiet
Der Kümmelbach hat ein 2,7 km² großes Einzugsgebiet im Buntsandstein-Odenwald, von dem der größte Teil im das Königstuhl-Massiv umfassenden Unterraum Westlicher Kleiner Odenwald liegt und nur der mündungsnächste Teil im Unterraum Odenwald-Neckartal. Die höchsten Punkte liegen im Nordwesten am Anstieg zum Königstuhl-Gipfel auf etwa 535 m ü. NHN und im Nordosten auf dem Gipfel des  487,8 m ü. NHN hohen Auerhahnenkopfs. Auf über 95 % der Fläche steht Wald, der restliche Anteil besteht aus dem zur Stadt Neckargemünd gehörenden Kümmelbacher Hof linksseits des untersten Laufs und aus etwas mehr an Siedlungsgebiet am Westrand des zentralen Neckargemünd überwiegend rechtsseits. Zu Neckargemünd gehört daneben auch noch Waldgebiet rechts des Unterlaufs, doch liegen rund 70 % des Waldanteils bis hinab zur Westwende des Bachs auf der Stadtgemarkung von Heidelberg.
Reihum grenzen die Einzugsgebiete der folgenden Nachbargewässer an:
- Im Norden fließt der Schlierbach durch den Heidelberger Stadtteil Schlierbach weiter abwärts zum Neckar;
- im Nordosten und Osten fällt jenseits der Wasserscheide der Auerhahnenkopf schnell und ohne beständige Hanggewässer zum Neckar ab;
- im Südosten fließt der Bach durch die Scheidklinge zur untersten Elsenz, die unmittelbar oberhalb des Kümmelbachs von rechts in den Fluss mündet;
- jenseits der langen südwestlichen Wasserscheide fließt der am Oberlauf Forellenbach genannte Hilsbach wenig aufwärts der Scheidklinge zur Elsenz.

## Geologie
Das Einzugsgebiet des Kümmelbachs liegt im Buntsandstein des Odenwaldes. Dieser ist dort durch einige Störungslinien in Schollen zerlegt. Am Nordwestrand streicht ein geologischer Horst nach Nordosten, er versetzt an der nahen Störungslinie königstuhlseitig Mittleren Buntsandstein gegen kümmelbachseitig Oberen Buntsandstein. Eine weitere Störung, die in der Talmitte südostwärts bis fast zum Linsenteicheck hinabzieht, versetzt Oberen Buntsandstein rechts des Baches gegen Mittleren linksseits am Unterhang des Auerhahnenkopfes, darüber steht aber an diesem Berg ebenfalls Oberer Buntsandstein an. Auch der nordostwärts ziehende Unterlauf danach verläuft längstenteils auf einer Störungslinie, die anfangs rechtsseits Oberen Buntsandstein gegen linksseits Mittleren versetzt. Zuletzt liegt linksseits um den Kümmelbacher Hof eine kleine Schichtinsel des Unteren Buntsandsteins.
Vom Hohlen Kästenbaum bis etwas unterhalb der Kümmelbachquelle hinab erstreckt sich eine langgezogene Insel von Lösssediment aus dem Quartär über Mittlerem und Oberem Buntsandstein.

## Natur und Schutzgebiete
Ein großer Teil des Schonwaldes Königstuhl liegt im Heidelberger Teil des Einzugsgebietes, der letzte halbe Kilometer des Laufs auf Heidelberger Grund verläuft darin.
Das ganze Einzugsgebiet gehört zum Naturpark Neckartal-Odenwald, ausgenommen nur die Neckargemünder Besiedlung am untersten Lauf auch im Landschaftsschutzgebiet Bergstraße - Mitte.

## Tourismus
Im Einzugsgebiet gibt es einige Hauptwanderwege des Odenwaldklubs.
Nahe an der westlichen Wasserscheide verläuft der dort mit dem Europäischen Fernwanderweg E1 gebündelte Hauptwanderweg 11 auf der Etappe zwischen Heidelberg-Schlierbach und Gaiberg, er ist mit grünem Andreaskreuz markiert.
Der mit gelbem R markierte Hauptwanderweg 62, genannt Linker Neckarrandweg, führt von der Stadtmitte Neckargemünds her ins südlichste Einzugsgebiet, quert den Kümmelbach am Linsenteicheck und verlässt ihn dann am Neckarhang nordwärts auf Schlierbach zu. Er ist mit dem  Neckarweg gebündelt.
Der von Neckargemünd her auf derselben Trasse laufende, mit auf der Spitze stehendem, hohlen Dreieck markierte Hauptwanderweg 38 Mörtelstein–Heidelberg geht von den zwei vorgenannten am Linsenteicheck nordwestwärts in Richtung auf den Gipfel des Königstuhls hin ab.

### LUBW
Amtliche Online-Gewässerkarte mit passendem Ausschnitt und den hier benutzten Layern: Lauf und Einzugsgebiet des Kümmelbachs

Allgemeiner Einstieg ohne Voreinstellungen und Layer: Daten- und Kartendienst der Landesanstalt für Umwelt Baden-Württemberg (LUBW) (Hinweise)
1. 1 2 3  Höhe nach dem Höhenlinienbild auf dem Hintergrundlayer Topographische Karte.
2. 1 2 3 4 5  Höhe nach grauer Beschriftung auf dem Hintergrundlayer Topographische Karte.
3. ↑  Länge nach dem Layer Gewässernetz (AWGN).
4. ↑  Einzugsgebiet nach dem Layer Basiseinzugsgebiet (AWGN).
5. ↑  Seefläche nach dem Layer Stehende Gewässer.
6. ↑  Natur teilweise nach dem Layer Geschützte Biotope.
7. ↑  Schutzgebiete nach den einschlägigen Layern.

### Andere Belege
1. ↑  Josef Schmithüsen: Geographische Landesaufnahme: Die naturräumlichen Einheiten auf Blatt 161 Karlsruhe. Bundesanstalt für Landeskunde, Bad Godesberg 1952. → Online-Karte (PDF; 5,1 MB)
2. ↑  Geologie nach den Layern zu Geologische Karte 1:50.000 auf: Mapserver des Landesamtes für Geologie, Rohstoffe und Bergbau (LGRB) (Hinweise)